# Kreole (Schmuck)

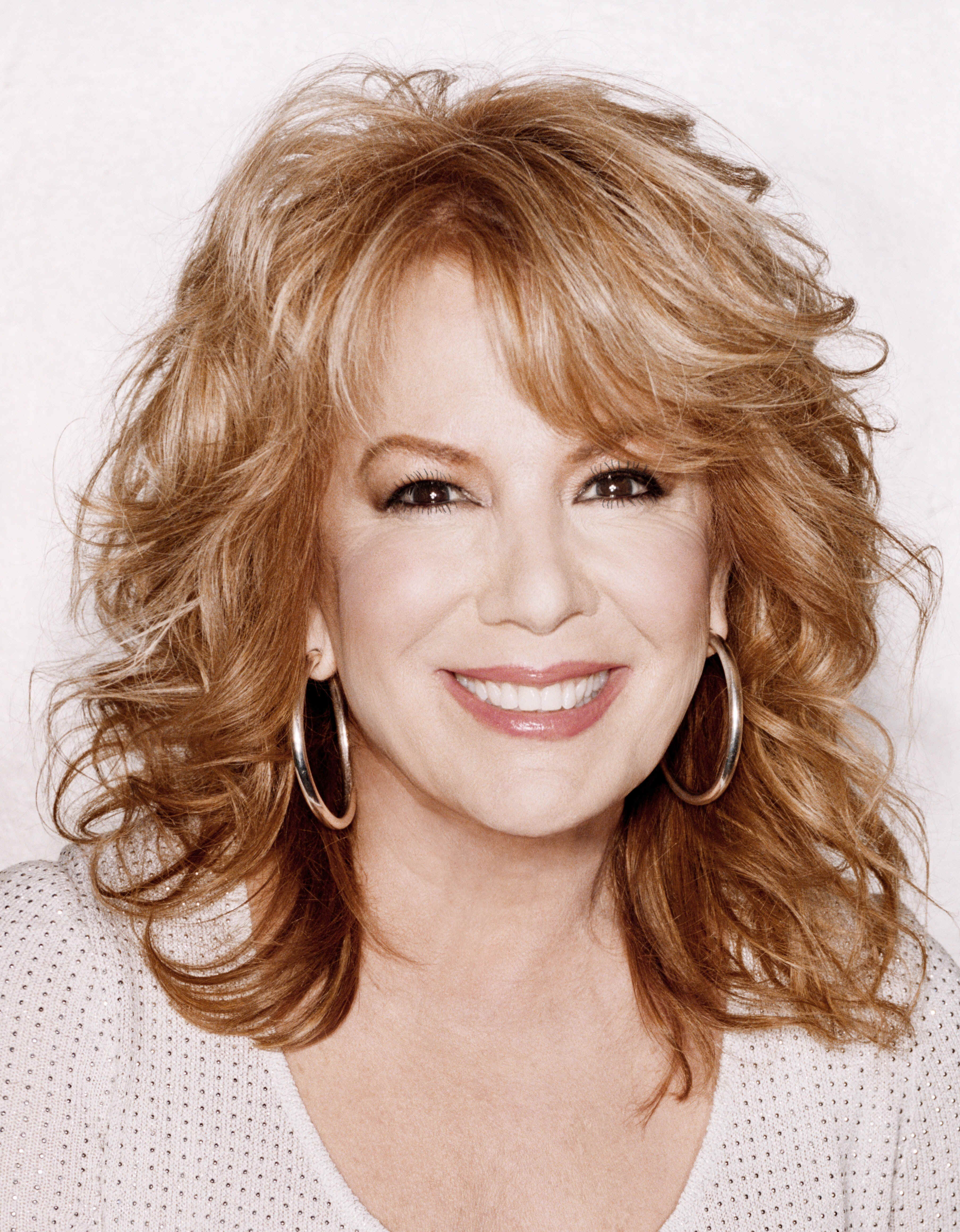
Eine Frau mit Kreolen

Eine Kreole (auch Creole) ist ein kreisringförmiger Ohrring. Eine Kreole hat im Wesentlichen – abgesehen von der Schließe – die Form eines Torus. 
Fischer oder Seefahrer ließen sich ihre Initialen in die Kreole eingravieren, um beim Seemannstod in der Fremde (Schiffsunglück) leichter identifiziert werden zu können. Gleichzeitig wurde durch den Wert der goldenen Kreole, den die Kirchengemeinde des Fundortes behalten durfte, ein christliches Begräbnis gewährleistet. Zimmerleute und andere Bauhandwerker tragen bis heute als Zunftzeichen mitunter eine Kreole im linken Ohr.
Besonders beliebt sind Kreolen in lateinamerikanischen und südländischen Staaten, werden aber mittlerweile weltweit als Ohrschmuck getragen.